# Музей-усадьба А. Н. Толстого
Музей-усадьба Алексея Николаевича Толстого — здание № 155 по улице Фрунзе в Самаре.

## История

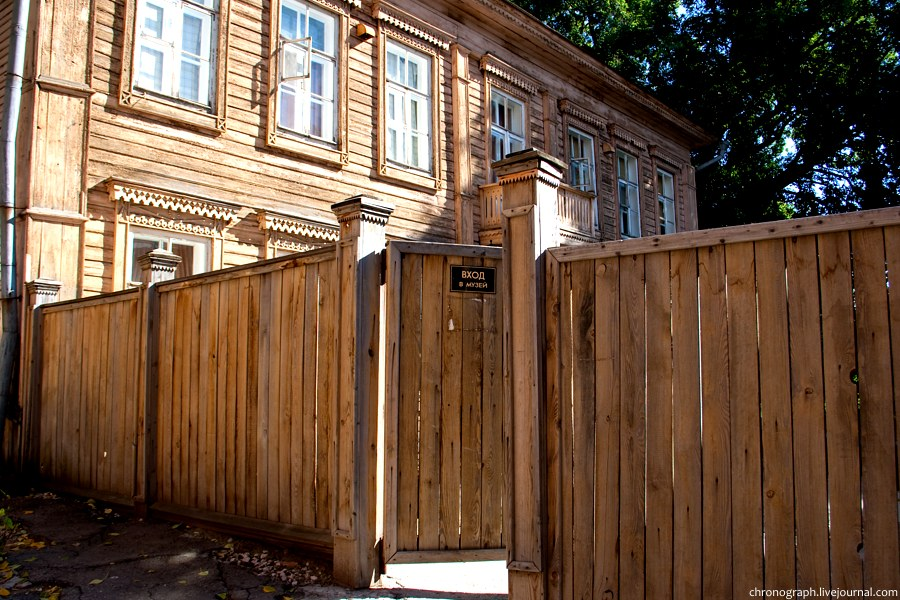
Вход в музей

Здание было построено в 1881—1882 годах по заказу отставного штабс-капитана А. И. Вернера, в конце 1899 года стало собственностью Алексея Апполоновича Бострома, отчима А. Н. Толстого. Алексей жил здесь постоянно во время обучения в Самарском реальном училище. После поступления в Петербургский технологический институт приезжал на летние каникулы. Здесь молодым автором были написаны многие стихи и рассказы, повесть «Жизнь».
Усадьба принадлежала Бострому до 1918 года, когда была национализирована и стала коммунальным жильём.

## Описание

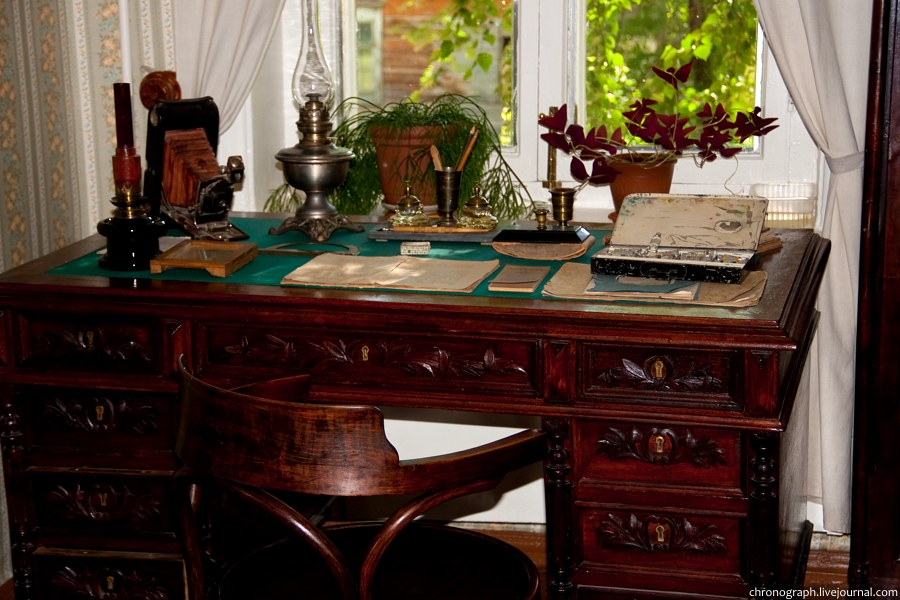
Кабинет

В усадьбу входили два двухэтажных дома одинаковой планировки, каменный флигель и хозяйственные постройки. В передней части здания находились пятикомнатные квартиры — по две на каждом этаже, в задней части (в пристрое) — помещения для прислуги, кладовые, кухни. Семья домовладельца А. Бострома занимала квартиру на втором этаже с правой стороны здания в глубине двора. Остальные квартиры сдавались внаём. На первом этаже флигеля находились: дворницкая, кухня, в подвале — прачечная.
Часть двора занимали два садика с беседками: для взрослых и детей с игровой площадкой. Территория усадьбы сохранилась в своих исторических границах, на ней восстановлены надворные постройки.

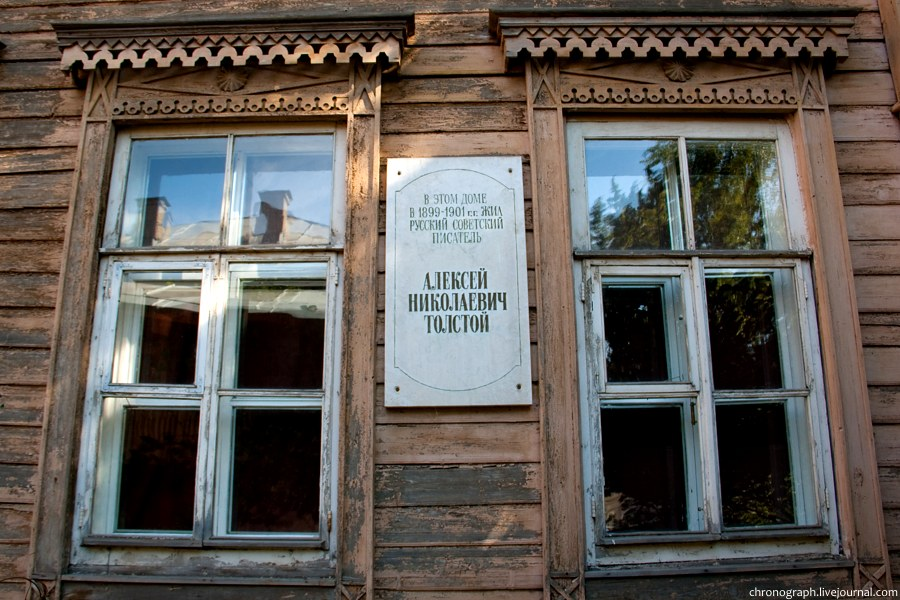
Памятная табличка

## Музей
Основу экспозиции музея составляют архивы А. Н. Толстого и его матери — писательницы Александры Леонтьевны Бостром: письма, дневники, фотографии, книги, личные вещи. В фондах музея находится более 10 тысяч документов и материалов, связанных с жизнью и творчеством А. Н. Толстого. Центральное место в экспозиции занимает мемориальная квартира, в которой жил с родителями будущий автор. Домашняя обстановка залов переносит посетителя в атмосферу провинциального городка рубежа XIX—XX веков.